# Nils von Rosenstein

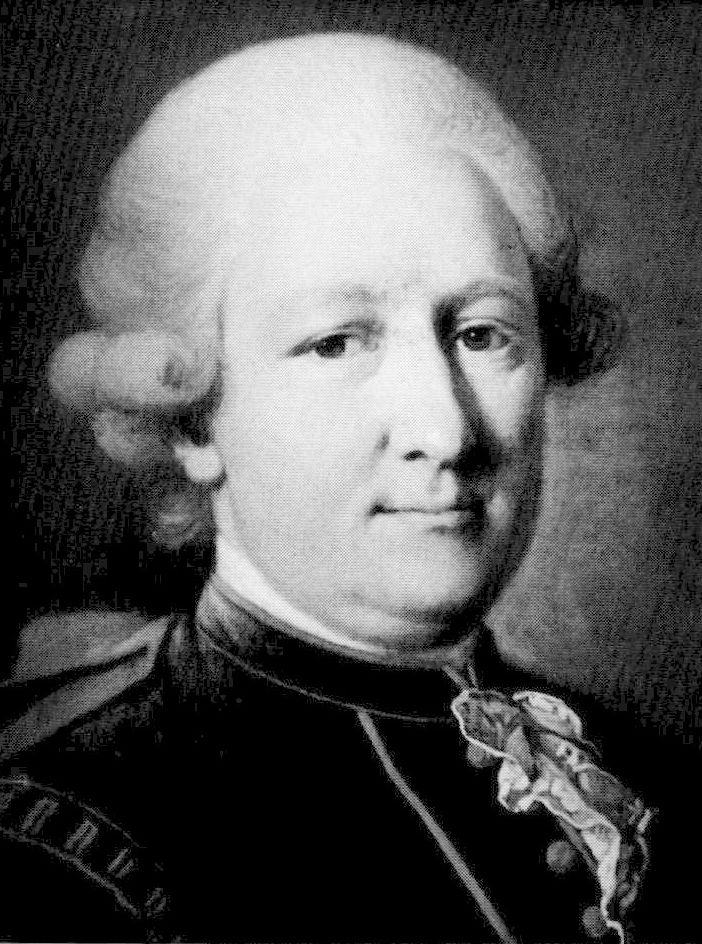
Nils von Rosenstein, gemalt von Per Krafft dem Älteren

Nils von Rosenstein (* 1. Dezember 1752 in Uppsala; † 7. August 1824 in Stockholm) war ein schwedischer Beamter und Vertreter des Aufklärungsgedankens.
Nils von Rosenstein war ein Sohn des Medizinprofessors Nils Rosén, der 1762 als Nils Rosén von Rosenstein in den Adelsstand erhoben wurde. Er studierte an der Universität Uppsala und trat bereits 1771 eine Stelle in der königlichen Kanzlei an. 1782 wurde er Botschaftssekretär in der Schwedischen Botschaft in Paris, wo er von der dortigen Aufklärungsphilosophie geprägt wurde. Nach seiner Rückkehr nach Schweden wurde er 1784 für elf Jahre Erzieher des Kronprinzen Gustav IV. Adolf und arbeitete daneben wieder in der Kanzlei. 1795 wurde er mit dem Titel und den Bezügen eines Landshövding pensioniert, übernahm jedoch weitere Aufgaben, z. B. als Kommandant der Königlichen Kriegsakademie auf Schloss Karlberg. Kurzzeitig in Ungnade gefallen, wurde er 1809 Staatssekretär für Kirchen- und Schulfragen. 1822 musste er das Amt aus gesundheitlichen Gründen aufgeben.
Rosenstein wurde bei der Gründung der Schwedischen Akademie im Jahr 1786 auf Stuhl 11 berufen und amtierte zugleich bis zu seinem Tod als ständiger Sekretär. 1788 wurde er auch in die Königlich Schwedische Akademie der Wissenschaften aufgenommen, 1811 in die Königlich Schwedische Akademie für Forst- und Landwirtschaft (Lantbruksakademien). Die Universität Uppsala zeichnete ihn 1811 mit der juristischen Ehrendoktorwürde aus. 